# 타일러 브리즈

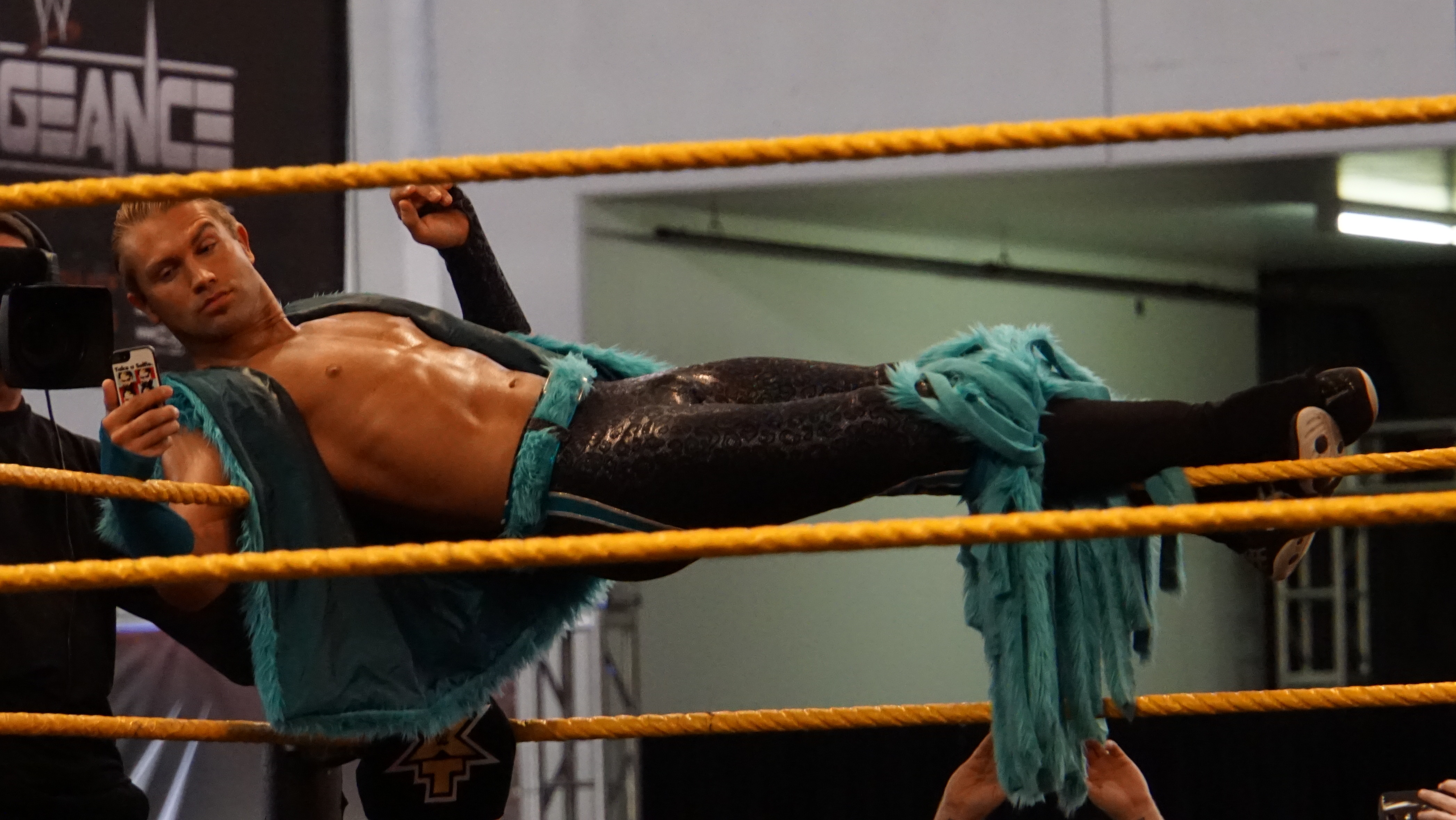

타일러 브리즈(Tyler Breeze, 1988년 1월 19일 ~ )는 본명은 마티아스 클레멘트(Mattias Clement)다. 캐나다의 남자 프로레슬링선수다. 키는 (6 ft 0 in) 183cm) tall 에다가 몸무게는 93kg(206 lb)이다. 피니쉬는 뷰티 샷(스피닝 휠 킥), 임플런트 디디티(리프팅 디디티), 언프리티어(인버티드 더블 언더훅 페이스버스터), 스윙 리버스 에스티오, 파이어맨즈 캐리 하이 니, 샤이닝 위자드, 점핑 스피어로 사용을 한다. 그리고 반칙용으로 셀피(셀폰 샷)로 사용을 한적도 있다. 2007년 프로레슬링 입문했으며, 예전에 WWE NXT에서 활동을 하다가 2015년 10월 22일 WWE 스맥다운에서 돌프를 처음 관심있는데... 이때 돌프 지글러를 공격하면서 서머 레이 손을 잡아서 등장을 했다. 2016년 10월 ~ 11월까지는 돌프 지글러랑 대립을 하다가 서바이버 시리즈 2015에서 첫승으로 가지가게 된다. 써머 레이는 각자 갈 길을나서 이후 알 트루스와 같이 고저스 트루스라는 팀을 결성했지만 골더스트와 첫 싸움에서 판당고와 손을잡으면서 브리장고라는 태그팀을 결성하여 악역 스테이블로 하고있다. 그러나 현재 우소즈랑 대립하면서 선역으로 전환했다. 그럼에도 불구하고 5년만에 NXT에서 다시 활동하게 되었다가 2021년 6월 25일 WWE로 끝내 떠나게 된다.

## Professional wrestling highlights
- - As Mike Dalton
    - Jumping spear - 2010-2013
    - Implant DDT (Lifting DDT) - 2010-2013
    - Swinging reverse STO - 2010-2013

  - As Tyler Breeze
    - Beauty shot (Spinning heel kick) - 2013-present
    - Fireman's carry high knee - 2014-2015
    - Selfie (Cellphone shot) - 2013-present
    - Shining wizard - 2013-2014
    - Unprettier (Inverted double underhook facebuster) - 2015-present; adopted by Christian
- Signature moves
  - Hurricanrana
  - Jumping high knee
  - Multiple kick variations
    - Enzuigiri
    - High
    - Snapmare followed by a shoot
    - Supermodel Kick (Super)
    - Triangle drop

  - Rolling single leg boston crab
  - Running lariat
  - Swinging arm trap neckbreaker
  - Turnbuckle bulldog
- Nicknames
  - "The Definition of Delish"
  - "The Gorgeous One"
  - "The King of Cuteville"
  - "The Master of Disguise"
  - "Prince Pretty"
  - "The Sultan of Selfies"
  - "Unlikable Wonder"
- Manager
  - Summer Rae
- Entrance themes
  - "Good Dirty Fun" by William Werwath (NXT; 2013 - 2014)
  - #MMMGORGEOUS by CFO$ feat. Tyler Breeze (NXT/WWE; 2014 - 2016)
  - Breezango by CFO$ feat. Tyler Breeze and Jim Johnston (WWE/NXT; May 16, 2016 - May 22, 2019; July 22, 2020 - June 25, 2021t; used in team with Breezango)
  - Break Boogie by CFO $ (NXT; 31 July 2019 - 8 July 2020; used in team with Breezango)

## 수상
- FCW 월드 플로리다 헤비웨이트 챔피언 (1회)
- FCW 월드 플로리다 태그팀웨이트 챔피언 (1회) - 레아키
- PWA 월드 태그팀웨이트 챔피언 (1회) - 단 마이어스
- 랭크드 넘버 61 오브 더 탑 500 레슬러 인 더 PWI 500 인 2015
- WWE NXT 월드 태그팀웨이트 챔피언 (1회) - 판당고